# لوکاس سیبالوس (بازیکن فوتبال، زاده ۱۹۹۰)
لوکاس سیبالوس (انگلیسی: Lucas Ceballos؛ زادهٔ ۱۹ سپتامبر ۱۹۹۰) بازیکن فوتبال اهل آرژانتین است.
از باشگاه‌هایی که در آن بازی کرده‌است می‌توان به باشگاه ورزشی سن لورنسو آلماگرو اشاره کرد.